# Salvatore Parlato
Salvatore Parlato (Avellino, 28 agosto 1986) è un cestista italiano.

## Carriera
Cresciuto nelle giovanili della Scandone Avellino dove raggiunge le finali nazionali di categoria, nel 2006 approda alla Folgore Nocera in serie C, successivamente ha vestito la maglia di Sarno in serie B, ed altre compagini campane di serie C. Nell'estate del 2015 il ritorno alla Scandone Avellino di coach Sacripanti. Il 7 dicembre 2016 nella partita contro il Mega Leks valida per la Basketball Champions League mette a referto 5 punti risultando come il primo irpino ad andare a segno in una competizione europea.
Il 2 Settembre 2023, dopo una lunga trattativa con il GM della Dcl Edilizia Rim Cerveteri, Daniele De Stradis, si aggrega alla compagine etrusca.